# Saissetia oleae
La cochinilla de la tizne (Saissetia oleae Olivier, 1791) es un insécto homóptero que está considerado como uno de los tres principales fitófagos en el olivo junto con la mosca del olivo y la polilla del olivo. Es una especie polífaga y además de en el olivo se le puede encontrar sobre cítricos y varias plantas ornamentales arbustivas (adelfa, pitosporo, evónimo, etc.)  

## Descripción
Saissetia oleae es un cóccido probablemente originario de Sudáfrica pero presente desde hace siglos en las zonas templadas de la costa mediterránea y de California. También se encuentra en regiones más frías pero en cultivos de invernadero. Es una especie que se caracteriza por la alta fecundidad (promedio de 1000 huevos por hembra) y polifagia. El cuerpo de la hembra adulta tiene un color negruzco, muy convexa y de tamaño variable entre 2 y 6 mm de longitud y tiene en su parte posterior un característico relieve en forma de H transversal o cruz de Lorena. El macho es raro porque la especie se reproduce por partenogénesis telítoca.

## Ciclo biológico
Saissetia oleae tiene una o dos generaciones al año, dependiendo de la etapa de hibernación, el clima, la especie y las condiciones fisiológicas de las plantas hospantes. En las regiones templadas, sin embargo, tiene una mayor frecuencia de individuos con ciclo univoltino. Este cóccido pasa el invierno como neánida en fase II y III, raramente también como hembra inmadura o en oviposición. Las ninfas que han pasado el invierno, pasan a hembras maduras desde comienzo de mayo (en el hemisferio norte). Estas se reproducen por partenogénesis y ponen un número variable de huevos (de 150 a 2.500) en su propio cuerpo que progresivamente se encoge y se endurece hasta convertirse en una especie de concha semiesférica. El máximo de la puesta de huevos se produce en junio en las zonas más al sur y a mediados de julio en las más septentrionales.
Después de 2-3 semanas de incubación, las ninfas que nacen de los huevos, se fijan en el envés de las hojas evitando la luz directa del sol, las ninfas de los estadios II y III al aproximarse la madurez sexual migran a las ramitas. Entre la segunda quincena de julio y principios de agosto es el periodo de mayor eclosión de los huevos.
Las ninfas nacen entre julio y agosto, y hacen una o dos mudas para pasar el invierno en fase de ninfa II o III.
El desarrollo de la cochinilla se ve favorecida por:
- Inviernos suaves y veranos no demasiado calurosos.
- Exceso de  fertilizantes nitrogenados.
- Alta densidad de plantación y poda reducida o nula, lo que dificulta la circulación de aire y la entrada de luz dentro de la copa.

## Daños

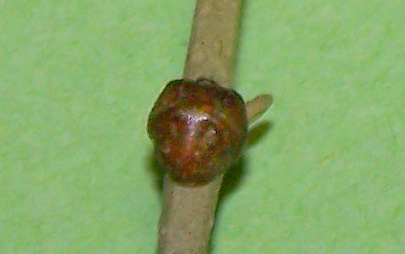
Hembra adulta de S. oleae.

Esta cochinilla produce daños directos e indirectos en los cultivos. 
Los primeros se deben principalmente a las extracción que el insecto hace de la linfa del árbol y a la emisión de sustancias salivares en los tejidos vegetales que puede causar la defoliación. Ambos hechos pueden producir un debilitamiento de la planta y disminución en la producción.
Los daños indirectos se suelen deber a que la cochinilla excreta una melaza azucarada que cae sobre las hojas y ramas. Esta melaza puede servir de alimento a los adultos de Bactrocera oleae otra importante plaga del olivo y además, la melaza sirve de base para el desarrollo de la fumagina que al formar un micelio oscuro y opaco hace disminuir la actividad fotosintética de la planta, debilitándola y haciendo disminuir la producción.
La fumagina y la caída de las hojas son daños muy graves al olivo. Los ataques más graves se suelen dar en plantaciones muy espesas, no podadas y con exceso de abonos nitrogenados.

## Antagonistas

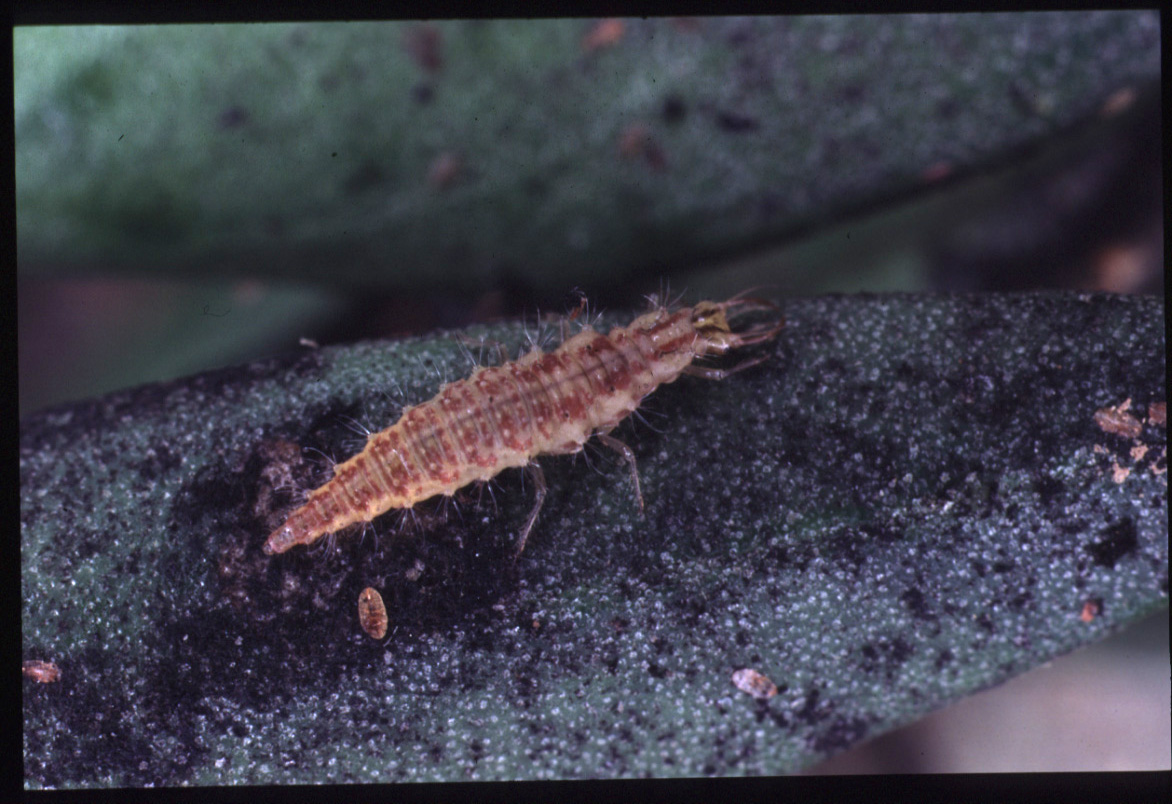
Larva de crisopa a punto de depredar a ninfas de S. oleae en hoja de olivo con fumagina.

Este fitófago es controlado por numerosos enemigos naturales:
- Predadores: Chilocorus bipustulatus[1] y Exocomus quadripustulatus (Coleoptera: Coccinellidae); Eublemma scitula (Lepidoptera: Noctuidae); Chrysoperla carnea y Mallada prasina (Neuroptera: Chrysopidae).

- Parasitoides: Metaphycus helvolua[1] y Scutellista cyanea[1] (Hymenoptera: Encyrtidae). El primero se comporta como parasitoide endófago, el segundo como predador de huevos. También Coccophagus lycimnia.[1]

- Entomopatógenos: Verticillium lecanii (Ascomycotina: Moniliales).

## Control
Se pueden realizar dos tipos de actuaciones para el control de Saissetia oleae.
Agronómicas
Son prácticas culturales que tienden a reducir las infestaciones de este insecto, entre ellas:
- Poda racional. Al abrir las copas de los árboles el sol penetra en ella aireándolas y facilitando la acción del sol que puede llegar a eliminar en 80% de las poblaciones. Además ayuda a que penetren mejor en ella los productos químicos utilizados.

- Abonado equilibrado que evite el exceso de nitrógeno.

Químicas
El control químico consiste en tratamientos con algunos de los insecticidas autorizados en los distintos cultivos. Son más efectivos contra las larvas neonatas. Por lo que son más efectivos en pleno verano que es cuando se produce el nacimiento de estas.